# Шастарка (Люблінське воєводство)
Шастарка (пол. Szastarka) — село в Польщі, у гміні Шастарка Красницького повіту Люблінського воєводства.
Населення — 934 особи (2011).
У 1975-1998 роках село належало до Тарнобжезького воєводства.

## Демографія
Демографічна структура станом на 31 березня 2011 року:
|          | Загалом | Допрацездатний вік | Працездатний вік | Постпрацездатний вік |
| -------- | ------- | ------------------ | ---------------- | -------------------- |
| Чоловіки | 457     | 97                 | 318              | 42                   |
| Жінки    | 477     | 102                | 274              | 101                  |
| Разом    | 934     | 199                | 592              | 143                  |